# Heaven for Everyone
A Heaven for Everyone a Queen dobosának, Roger Taylornak a dala. Az együttes 1986-os A Kind of Magic albumának felvételei során írta, de végül mégsem jelent meg a lemezen. Felajánlotta Joan Armatrading énekesnőnek, de ő visszautasította és inkább az A Kind of Magic „Don’t Lose Your Head” című dalában vokálozott. Egy évvel később Taylor a saját maga vezette együttesével, a The Cross-szal vette fel, ő énekelte, Freddie Mercury, a Queen énekese pedig háttérvokálozott. A dal végül a The Cross 1987-es Shove It albumára került fel, és 1987 márciusában harmadik kislemezként jelent meg róla, a nyolcvanharmadik helyet érve el az angol slágerlistán.
A The Cross 1991-ig rendszeresen játszotta a koncertjein. Mivel a Queen akkoriban hosszabb szüneteket tartott, Taylor és a The Cross sokat reklámozta a dalt, felléptek televízióműsorokban, és az 1988. május 12-én rendezett montreux-i Golden Rose fesztiválon. Ugyancsak 1988-ban készítettek hozzá egy videóklipet, amelyben Taylor hajléktalant játszva akusztikus gitáron kísérte a dalt. A klip azóta sem jelent meg.
A Mercury halála utáni időkben a túlélő tagokban megszületett egy utolsó album elkészítésének ötlete, ehhez Mercury, Brian és Taylor szólókarrierjének egyes dalait is átdolgozták, Taylortól a „Heaven for Everyone”-t. Még 1987-ben, amikor Mercury háttérvokálozott a dalban, elkészítettek egy másik változatot is, amelyet teljes egészében Mercury énekelt, és amelyik a Shove It amerikai kiadására került. Ebből használták fel az éneksávokat, a többiek pedig új kíséretet írtak és rögzítettek hozzá, amely közelebb állt az együttes stílusához.
1995. október 23-án első kislemezként jelent meg a Made in Heaven albumról, és ezúttal jelentősen nagyobb érdeklődés övezte: a második helyet érte el Angliában, és több európai országban bekerült a legjobb tíz közé. David Sinclair a Q magazinban átgondoltabbnak tartotta az album többi dalánál: „szembeállítja »a hideg elutasítás világát« azzal, miképp kéne a dolgoknak működniük (»Lehetne ez a világ jól táplált/Lehetne ez a világ szórakoztató«).” Stuart Bailie az NME lapjain álságosnak tartotta Mercury (és a Queen) a jobb világról írt sorait: „felejtsük el ezeket. Ehelyett emlékezzünk rá [Mercuryra] mint gusztustalan hipokritára, aki képes volt fellépni a dél-afrikai Sun Cityben, a fehér ember üdülőhelyén...” David Mallet forgatott hozzá videóklipet, amelyben az 1902-es Utazás a Holdba című némafilm jeleneteit vegyítette az együttesről készült felvételekkel. Ezen felül, ahogy az album összes dalánál, ezúttal is felkérték a Brit Filmintézet egy rendezőjét, Simon Pummellt, hogy forgasson hozzá egy klipet. Az "Evolution" címet kapó film a Made in Heaven: The Films kiadványra került fel.

## Kislemez
1988 (Roger Taylor)
7" kislemez (VS 1062)
1. Heaven for Everyone – 5:08
2. Love On a Tightrope – 4:50

12" kislemez (VST 1062)
1. Heaven for Everyone – 5:08
2. Love On a Tightrope – 4:50
3. Contact – 4:52

1995 (Queen)
7" kislemez (Parlophone QUEEN 21)
1. Heaven for Everyone – 4:37
2. Heaven for Everyone – 5:36

CD kislemez (Parlophone CDQUEENS 21)
1. Heaven for Everyone – 4:37
2. It’s a Beautiful Day – 3:57
3. Heaven for Everyone – 5:36

## Helyezések
| Év   | Ország                  | Helyezés |
| ---- | ----------------------- | -------- |
| 1987 | Brit kislemezlista      | 83       |
| 1995 | Brit kislemezlista      | 2        |
| 1995 | Ausztriai kislemezlista | 4        |
| 1995 | Belga kislemezlista     | 4        |
| 1995 | Francia kislemezlista   | 7        |
| 1995 | Holland kislemezlista   | 2        |
| 1995 | Ír slágerlista          | 7        |
| 1995 | Német kislemezlista     | 15       |
| 1995 | Svájci kislemezlista    | 9        |

## Eladási minősítések
| Ország               | Eladási minősítés | Eladás   |
| -------------------- | ----------------- | -------- |
| Anglia (BPI)         | ezüst             | 200 000+ |
| Franciaország (SNEP) | ezüst             | 111 000+ |

## Külső hivatkozások
- Dalszöveg
- Videóklip. YouTube
- Slágerlistás helyezései. ukmix.org (angolul)